# كلية الدراسات الاقتصادية والعلوم السياسية (جامعة بني سويف)
كلية الدراسات الاقتصادية والعلوم السياسية بجامعة بني سويف هي إحدى أربع كليات حكومية لدراسة السياسة والاقتصاد في مصر، تم انشاؤها عام 2014. مدة الدراسة في الكلية 4 سنوات، يحصل بعدها الطالب على درجة البكالوريوس في إحدى تخصصات الكلية

## الأقسام العلمية بالكلية
يوجد بالكلية ثلاثة أقسام وهم
1 - قسم العلوم السياسية
2 - قسم الاقتصاد
3 - قسم الإحصاء
وتنفرد هذه الكلية مع كلية الاقتصاد والعلوم السياسية جامعة القاهرة، بوجود قسم الإحصاء في كليهما

## شٌعب الكلية

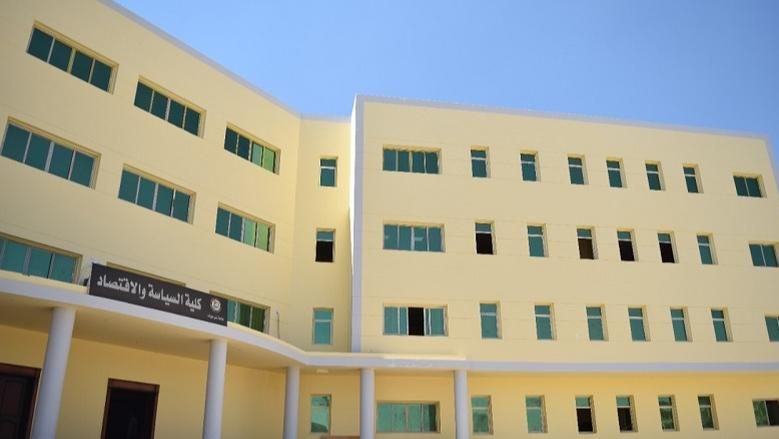
مبني كلية السياسة والاقتصاد جامعة بني سويف

توجد بالكلية شعبتين للدراسة
1 - الشعبة العربية
2 - الشعبة الإنجليزية
وتعتمد هذه الشعب على لغة الدراسة

## انظر ايضاً
جامعة بني سويف
جامعة القاهرة
كلية الاقتصاد والعلوم السياسية جامعة القاهرة
كلية السياسة والاقتصاد جامعة السويس